# ليو دي (رسام)
ليو دي (بالإنجليزية: Leo Dee)‏ هو رسام أمريكي، ولد في 8 يوليو 1931 في نيوآرك في الولايات المتحدة، وتوفي في 22 نوفمبر 2004 في Truro, Massachusetts ‏ في الولايات المتحدة.